# Esaki Reona
Esaki Reona (江崎 玲於奈, えさき れおな) (sinh 12 tháng 3 năm 1925) là một nhà vật lý người Nhật Bản, người đã giành giải Nobel Vật lý năm 1973 cùng với Ivar Giaever và Brian David Josephson cho công trình khám phá ra hiện tượng đường hầm lượng tử. Ông cũng được biết đến với phát minh Điốt tunnel hay Điốt Esaki, một dụng cụ dùng để phát hiện ra hiện tượng đường hầm lượng tử. Công trình nghiên cứu này được thực hiện khi Esaki làm việc tại Tokyo Tsushin Kogyo (giờ là Sony). Ông cũng là người đi tiên phong với những đóng góp trong lĩnh vực siêu mạng bán dẫn khi làm việc với IBM.